# Laelia splendida
Laelia splendida är en orkidéart som först beskrevs av Rudolf Schlechter, och fick sitt nu gällande namn av Louis Otho Otto Williams. Laelia splendida ingår i släktet Laelia och familjen orkidéer. Inga underarter finns listade i Catalogue of Life.